# Coque
Het Luxemburgse Nationaal Sport- en Cultuurcentrum (Frans: Centre National Sportif et Culturel), beter bekend als Coque, is een indoor sport- en cultuurcentrum, met onder meer een overdekte arena, een zwembad met olympische afmetingen en een hotel, in Kirchberg, een wijk van Luxemburg-stad, in Luxemburg. De meest recente wijziging aan het gebouw was de toevoeging van een conferentiegebouw.

## Evenementenlocatie

### Culturele evenementen
De binnenarena van d'Coque kan worden omgebouwd tot een culturele locatie, met intrekbare stoelen die over de atletiekvloer kunnen worden verlengd om het publiek dichter bij het podium te brengen. Het complex was gastheer voor een aantal opmerkelijke evenementen, waaronder een bezoek van de Dalai Lama en Elton John.

### Sport evenementen
In 2013 werden de Games of the Small States of Europe (GSSE) waar atleten uit de negen lidstaten van de GSSE strijden in elf disciplines georganiseerd in het complex.